# Ocean Eyes
«Ocean Eyes» — песня американской певицы Билли Айлиш, выпущенная 18 ноября 2015 года на SoundCloud, а спустя год (18 ноября 2016) переизданная в качестве сингла на лейблах Darkroom и Interscope Records. Песня написана и спродюсирована старшим братом певицы, Финнеасом О’Коннеллом и в оригинале сочинялась для его группы. Ремикс The Astronomyy этой песни достиг 25-го места в чарте Spotify Velocity журнала Billboard. Сингл получил платиновую сертификацию в Австралии, Канаде, Мексике, Новой Зеландии и США.

## Предыстория
Трек был написан, сведен и спродюсирован братом Айлиш, Финнеасом О’Коннеллом. Финнеас написал и спродюсировал «Ocean Eyes» изначально для своей группы The Slightly’s, прежде чем понял, что он лучше подходит для вокала Айлиш. Он дал песню сестре, когда её учитель танцев в Центре танцев Revolution Dance Center (Гонолулу-авеню, Лос-Анджелес) Фред Диас попросил их написать песню для хореографии.
Вокал записывался с помощью микрофона Audio-Technica AT2020. Когда её спросили о том, как появилась эта песня, в интервью Teen Vogue в начале 2017 года Айлиш сказала, что «[Финнеас] пришёл ко мне с „Ocean Eyes“, которую он изначально написал для своей группы. Он сказал мне, что думает, что она действительно будет лучше звучать моим голосом. Он научил меня этой песне, и мы вместе спели её под его гитару, и мне она понравилась. Она застряла в [моей] голове на несколько недель». Позже Финнеас стал менеджером Айлиш.
18 ноября 2015 года Айлиш и её брат загрузили трек на онлайн-платформу SoundCloud, чтобы Диас мог получить к нему доступ. Песня в одночасье стала вирусной. Когда Айлиш получила травму, это положило конец её танцевальной карьере и она переключила своё внимание на карьеру звукозаписи. После того, как Айлиш подписала контракт с Darkroom и Interscope Records, «Ocean Eyes» была переиздана для цифровой загрузки и потоковой передачи 18 ноября 2016 года в качестве лид-сингла с дебютного EP Айлиш «Don’t Smile at Me» и альбома Everything, Everything (Original Motion Picture Soundtrack). Мастерингом занимался звукоинженер студии Джон Гринхэм. EP с ремиксами Astronomyy, Blackbear, Goldhouse и Cautious Clay был выпущен 14 января 2017 года.

## Музыка
«Ocean Eyes» написана в умеренно быстром ритме — 72-76 ударов в минуту. Песня исполняется в тональности ми минор, а вокал Айлиш охватывает диапазон от E3 до B5. Критики описали «Ocean Eyes» как поп, дрим-поп, синти-поп, инди-поп и R&B-балладу. Лоуренс Дэй из The Line of Best Fit отметил в песне «редкую перкуссию» и «низкий бас», а также упоминает, что вокал Айлиш «мягкий и мелодичный, рассеянный среди шипучих синтезаторов». Матиас Розенцвейг из издания «i-D», описал песню как «неторопливые, минималистичные ритмы и пышные синтезаторы, напоминающие океанские волны в унылый серый день».

## Отзывы
Композиция, в целом, была одобрительно встречена музыкальными экспертами и обозревателями.
Крис ДеВиль из журнала Stereogum сказал: «Эта песня — яркая баллада о стремлении к примирению с бывшим. Я могу представить, что она станет главным хитом, а видео режиссёра Меган Томпсон, безусловно, этому поможет». Майк Васс из издания Idolator назвал трек «мечтательной балладой». Матиас Розенцвейг из журнала Vogue заявил: «На прорывном треке Билли Айлиш „Ocean Eyes“ она сравнивает любовь с падением со скалы, окруженный воинственной интенсивностью небес. Это весьма глубокое описание для 14-летней девочки, и это вызвало огромный интерес к её дебютной песне, а также к самой певице. Как следует из названия, её воздушное сопрано (вокал) также вызывает в вашем воображении мысли об океане, омывающем мягкую перкуссию и минималистские синтезаторы. Зрелость песни в сочетании с несколькими детскими идеалами (например, что любовь „несправедлива“ и т. д.) — и трек собрал в общей сложности более 173 000 000 стрим-потоков на Spotify». Джейсон Липшуц из журнала Billboard назвал трек «душераздирающим».

## Коммерческий успех
«Ocean Eyes» впервые вошла в чарты и заняла 11-е место в хит-параде Bubbling Under Hot 100 11 ноября 2018 года. После выпуска дебютного студийного альбома Айлиш When We All Fall Asleep, Where Do We Go? «Ocean Eyes» поднялась на 84-ю строчку в основном американском чарте Billboard Hot 100. В то же время Айлиш побила рекорд по количеству треков, одновременно находящихся в Hot 100 среди женщин. Сингл получил тройную платиновую сертификацию Американской ассоциации звукозаписывающих компаний (RIAA), это означает, что объём продаж треков равен трём миллионам единиц на основе продаж и потоковых стрим-передач. В Соединенном Королевстве сингл достиг 72-й строчки в UK Singles Chart и получил платиновый сертификат от British Phonographic Industry (BPI), это означает, что объём продаж в эквиваленте треков составил 600 000 единиц. Он также был успешным в Австралии, достигнув 58-й строчки в ARIA Charts и получил высшую оценку в Австралии, получив четырёхкратную сертификацию Австралийской ассоциации звукозаписывающих компаний (ARIA).

## Музыкальное видео
Музыкальное видео на песню «Ocean Eyes» было снято режиссёром Меган Томпсон и загружено на официальный YouTube канал Айлиш 24 марта 2016 года. На видео Айлиш поёт перед камерой, а вокруг неё клубы сиреневого дыма. Крис Девилл из Stereogum высоко оценил режиссуру Томпсона, сказав, что это «несомненно поможет» песне в будущем. 22 ноября 2016 года на официальном канале Айлиш на YouTube было выложено музыкальное видео с танцевальным номером. В нём Айлиш исполняет современный танец с другими людьми. Розенцвейг описал визуальный ряд танца как «урезанную, эмоциональную хореографию».

## Концертные исполнения
Песня «Ocean Eyes» была исполнена вживую во время тура Айлиш по Северной Америке 1 by 1 в 2018 году. Айлиш исполнила её на фестивале музыки и искусств в долине Коачелла в городе Индио (штат Калифорния) в апреле 2019 года, на британском фестивале Гластонбери в июне и на ежегодном бельгийском музыкальном фестивале Пуккельпоп в августе 2019 года. «Ocean Eyes» была включена в сет-лист третьего концертного тура Айлиш When We All Fall Asleep Tour в 2019 году. Трек также был включён в сет-лист её четвёртого тура Where Do We Go? World Tour в 2020 году.

## Список треков
| №  | Название     | Длительность |
| -- | ------------ | ------------ |
| 1. | «Ocean Eyes» | 3:20         |

| №  | Название                           | Длительность |
| -- | ---------------------------------- | ------------ |
| 1. | «Ocean Eyes» (Astronomyy Remix)    | 4:56         |
| 2. | «Ocean Eyes» (blackbear Remix)     | 3:15         |
| 3. | «Ocean Eyes» (Goldhouse Remix)     | 3:33         |
| 4. | «Ocean Eyes» (Cautious Clay Remix) | 3:11         |

## Чарты

### Недельные чарты
| Чарт (2018—2020)                                         | Высшая позиция |
| -------------------------------------------------------- | -------------- |
| Мир Billboard Global 200                                 | 169            |
| Австралия (ARIA)                                         | 58             |
| Канада (Billboard Canadian Hot 100)                      | 68             |
| Чехия (Singles Digitál Top 100)                          | 62             |
| Франция (SNEP)                                           | 43             |
| Ирландия (IRMA)                                          | 50             |
| Новая Зеландия (Recorded Music NZ) · Версия с Astronomyy | 38             |
| Португалия (AFP)                                         | 92             |
| Шотландия (OCC Scotland)                                 | 50             |
| Словакия (Singles Digitál Top 100)                       | 83             |
| Швеция (Sverigetopplistan)                               | 88             |
| Великобритания (OCC UK Singles)                          | 72             |
| США (Billboard Hot 100)                                  | 84             |
| США (Rolling Stone Top 100)                              | 51             |

### Годовые чарты
| Чарт (2019)                 | Позиция |
| --------------------------- | ------- |
| Португалия (AFP)            | 147     |
| США (Rolling Stone Top 100) | 66      |

## Сертификации
| Регион | Сертификация  | Продажи   |
| --- | ------------- | --------- |
| Австралия (ARIA) | 4× Платиновый | 280 000   |
| Австрия (IFPI Austria) | Золотой       | 15 000    |
| Канада (Music Canada) | 3× Платиновый | 240 000   |
| Дания (IFPI Danmark) | 3× Платиновый | 270 000   |
| Франция (SNEP) | Золотой       | 100 000   |
| Германия (BVMI) | Золотой       | 200 000   |
| Италия (FIMI) | Золотой       | 25 000    |
| Мексика (AMPROFON) | 2× Платиновый | 120 000   |
| Новая Зеландия (RMNZ) | Платиновый    | 30 000    |
| Португалия (AFP) | Платиновый    | 10 000    |
| Великобритания (BPI) | 3× Платиновый | 1 800 000 |
| США (RIAA) | 3× Платиновый | 3 000 000 |
| * Данные о продажах приведены только на основе сертификации. · ^ Данные о тиражах приведены только на основе сертификации. · Данные о продажах + прослушиваниях приведены только на основе сертификации. |               |           |

## История выхода
| Регион | Дата           | Формат                            | Лейбл               | Ссылка |
| ------ | -------------- | --------------------------------- | ------------------- | ------ |
| В мире | 18 ноября 2016 | Digital download                  | Darkroom Interscope | [ 2 ]  |
| В мире | 13 января 2017 | Digital download (The Remixes EP) | Darkroom Interscope | [ 14 ] |